# نارسایی قلب
نارسایی قلبی (به انگلیسی: Heart failure)، اغلب به معنای نارسایی مزمن قلب (به انگلیسی: chronic heart failure) و زمانی رخ می‌دهد که قلب قادر به پمپاژ کافی نیست و نمی‌تواند جریان خون کافی را به اعضای بدن برساند. واژهٔ نارسایی احتقانی قلب (به انگلیسی: congestive heart failure یا congestive cardiac failure) نوشته می‌شود. علائم و نشانه‌های این بیماری مواردی از قبیل تنگی نفس، خستگی مفرط و ورم ساق پا است. تنگی نفس معمولاً با ورزش، هنگام دراز کشیدن و شب هنگام خواب بدتر می‌گردد. برای افراد مبتلا اغلب محدودیتی برای ورزش کردن وجود دارد، حتی اگر به خوبی هم درمان شوند.
دلایل معمول بیماری نارسایی قلبی شامل مواردی همچون بیماری عروق کرونر از قبیل سکته قلبی (حمله قلبی)، فشار خون بالا، فیبریلاسیون دهلیزی، نارسایی دریچه قلب، سوءمصرف الکل و کاردیومیوپاتی است. این موارد با تغییر ساختار یا عملکرد قلب باعث نارسایی قلبی می‌گردند. به‌طور کلی دو نوع نارسایی قلبی وجود دارد: اختلال عملکرد بطن چپ و نارسایی قلبی با کسر جهشی نرمال که این موارد بستگی به این دارد که عملکرد بطن چپ تا چه میزان برای منقبض شدن تحت تأثیر قرار گرفته یا توانایی قلب برای استراحت کردن چطور باشد. شدت بیماری معمولاً با توجه به مقدار کاهش توان شخص برای ورزش کردن سنجیده می‌شود. نارسایی قلبی مانند آنفارکتوس میوکارد (که در آن بخشی از ماهیچهٔ قلب از کار می‌افتد) یا ایست قلبی (که در آن جریان خون کاملاً قطع می‌شود) نیست. بیماری‌های دیگری که نشانه‌هایی مشابه نارسایی قلبی دارند، از این قبیل هستند: مرض چاقی، نارسایی کلیه، مشکلات کبد، کم‌خونی و بیماری تیروئید.
شرایط بیماری با توجه به نشانه‌ها و معاینهٔ فیزیکی و همچنین با تأیید اکوکاردیوگرافی تشخیص داده می‌شود. آزمایش خون، نوار قلب و رادیوگرافی قفسه سینه نیز می‌تواند برای تعیین عوامل زمینه‌ای مناسب باشد. درمان به شدت و دلیل بیماری بستگی دارد. در افرادی که بیماری نوع مزمن دارند و در حال حاضر در وضعیت ثابتی هستند، درمان شامل برخی پیشگیری‌ها در سبک زندگی از قبیل توقف سیگار کشیدن، فعالیت بدنی، تغییرات در رژیم غذایی و همچنین مصرف دارو می‌باشد. در آنهایی که به خاطر اختلال عملکرد بطن چپ، دچار نارسایی قلبی شده‌اند، استفاده از بازدارنده‌های آنزیم مبدل آنژیوتانسین و مسدودکننده‌های بتا توصیه می‌گردد. برای آنهایی که دچار نوع شدید این بیماری هستند، آنتاگونیست آلدوسترون، مسدودکننده‌های گیرنده آنژیوتانسین یا هیدرالازین به همراه نیترات می‌تواند به کار رود. اگر کسر جهشی نرمال وجود داشته باشد، مشکلات مربوط به سلامتی بایستی درمان شوند. دیورتیک برای جلوگیری از احتباس مایعات مفید است و در نتیجه توصیه می‌گردد. گاهی، بسته به نوع دلیل بیماری، دستگاه‌های کار گذاشته شده در بدن از قبیل ضربان‌ساز یا دفیبریلاتور قلبی قابل کاشت می‌تواند مورد استفاده قرار گیرد. یک ابزار کمکی بطن یا در مواردی پیوند زدن قلب نیز در مواردی از نوع شدید بیماری به جای تمامی اقدامات دیگر می‌تواند توصیه شود.
نارسایی قلبی نوعی شرایط معمول، پرهزینه و احتمالاً مهلک است. در کشورهای توسعه‌یافته، حدود دو درصد از بزرگسالان دچار نارسایی قلبی هستند و در افراد بالای ۶۵ سال، این عدد بین ۶ تا ۱۰ درصد افزایش می‌یابد. در سال بعد از تشخیص این بیماری، خطر مرگ حدود ۳۵ درصد است و بعد از آن هر ساله این میزان کمتر از ده درصد کاهش می‌یابد. این میزان خطر مشابه بعضی از انواع سرطان است. در بریتانیا این بیماری عامل پنج درصد از موارد پذیرش در بخش‌های اورژانس بیمارستان‌ها به‌شمار می‌رود. نارسایی قلبی از دوران باستان نیز شناخته شده بوده و پاپیروس ابرس در سال ۱۵۵۰ قبل از میلاد دربارهٔ آن اظهار نظر کرده‌است.